# Chalcomitra amethystina
Chalcomitra amethystina là một loài chim trong họ Nectariniidae. Đây là loài bản địa vùng nhiệt đới châu Phi, chủ yếu ở phía nam xích đạo. Chúng thường được tìm thấy trong môi trường sống có nhiều nước và di chuyển theo mùa để đến thăm những khu rừng nở hoa. Việc suy giảm một số khu rừng đã ảnh hưởng đến số lượng của chúng tại khu vực, nhưng phạm vi phân bố của chúng cũng mở rộng cùng với sự mở rộng của các khu vườn nhiều cây cối.

## Hình ảnh

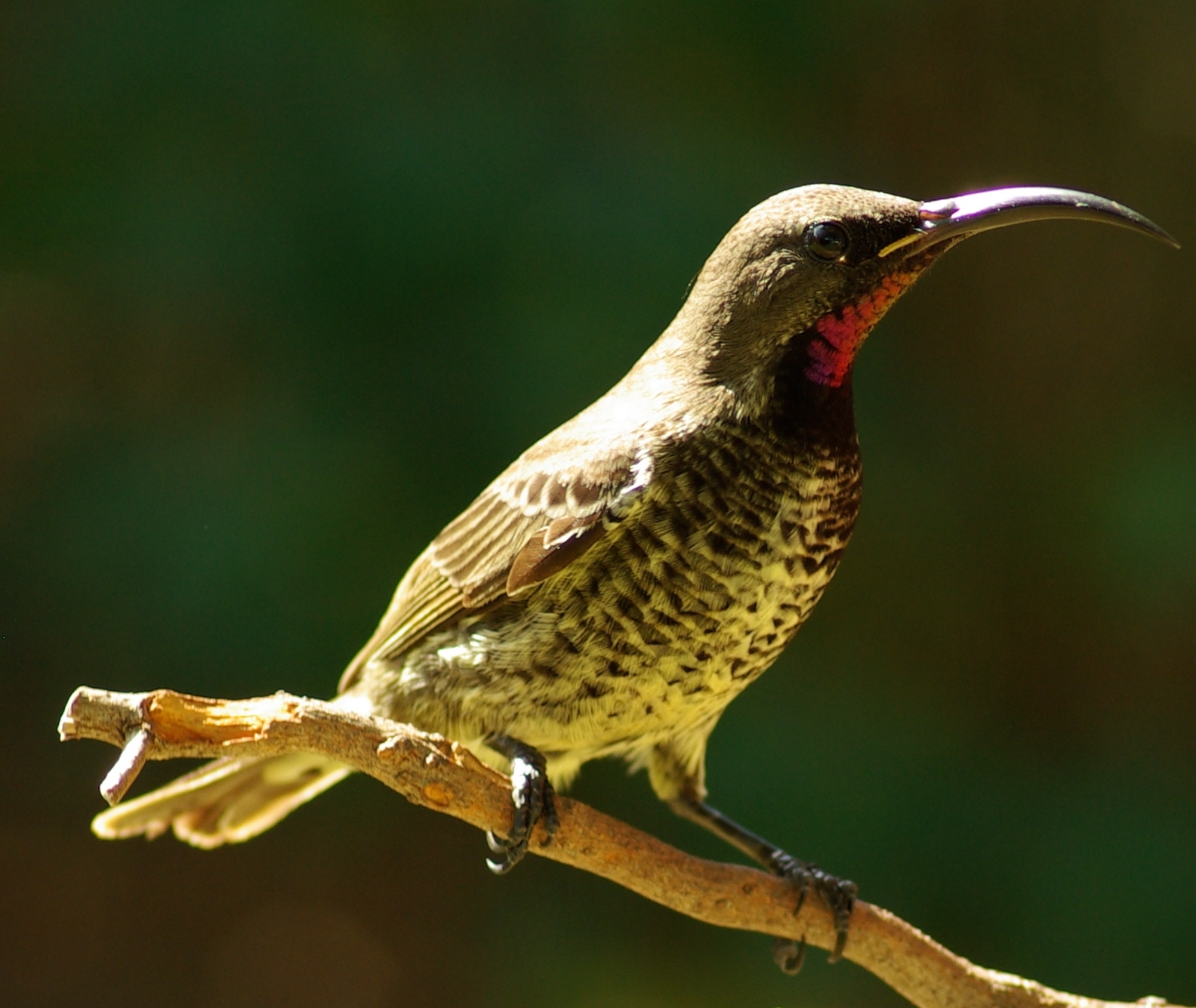
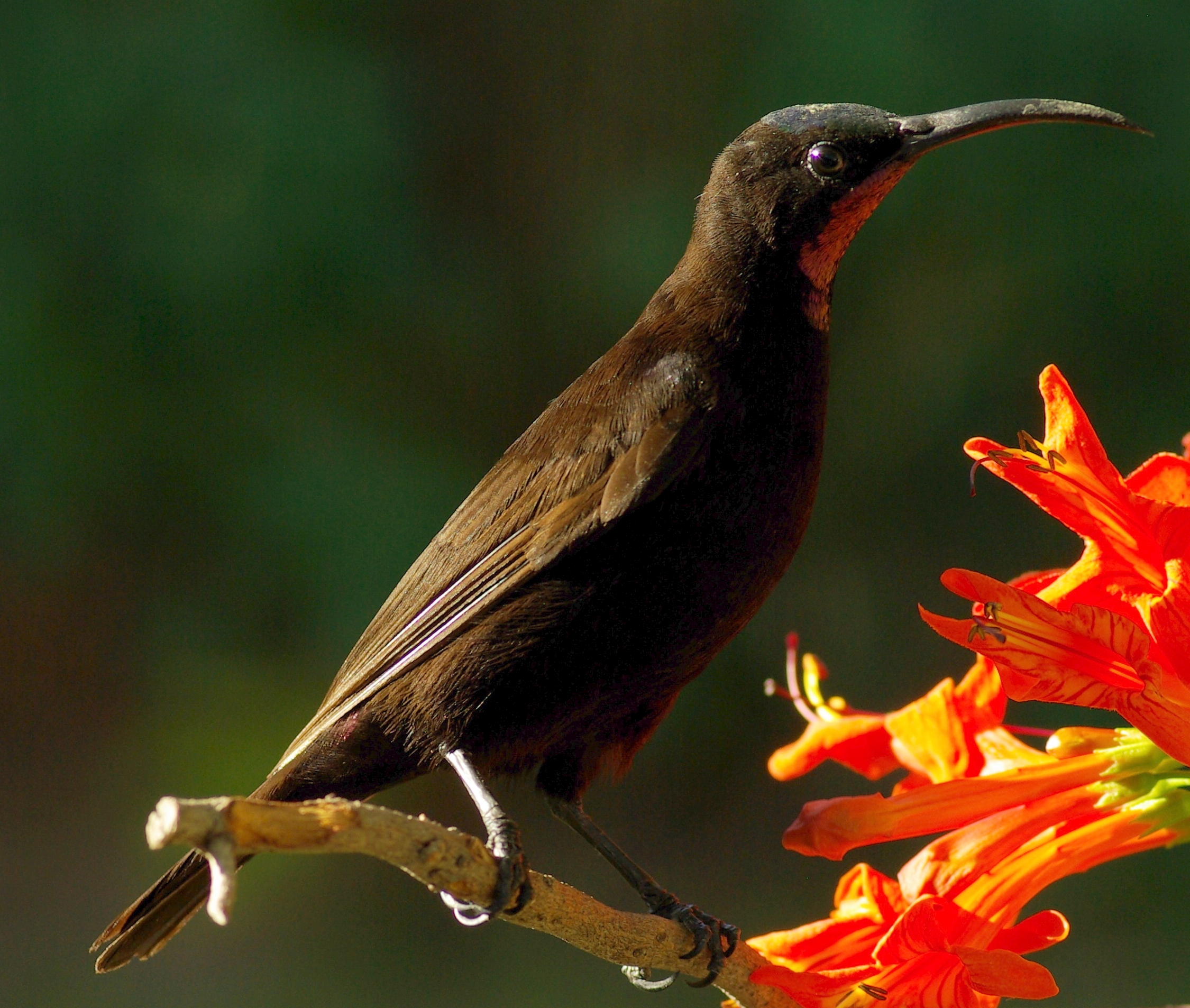
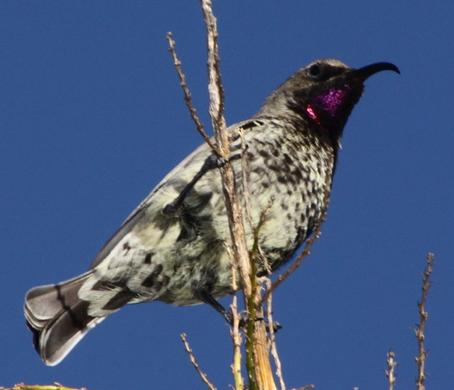